# Maison de l'Infantado
La maison de l'Infantado est une seigneurie de Castille, ainsi nommée parce qu'elle était jadis l'apanage des infants d'Espagne. Elle se composait des villes d'Alcocer, Salmerón et Valdeolivas. Elle fut donnée en 1469 à Diego Hurtado de Mendoza, marquis de Santillane, en récompense du soin avec lequel il avait gardé l'infante Jeanne. Elle fut érigée en duché en 1475, et passa ensuite par mariage dans la maison de Silva.